# 牟平区
牟平区是中华人民共和国山东省烟台市的市辖区，海拔约300米。因处牟山之阳平缓地而得名。區人民政府駐宁海街道。

## 历史沿革
商、西周属于莱国领地；
春秋为牟国领地；
战国属于齐国东境；
秦属于齐郡陲县。
西汉初期在现在牟平所在地设置东牟县，隶属于青州东莱郡。
新莽改称弘德县；
东汉时仍恢复为青州东莱郡东牟县；
三国曹魏时隶属于青州长广郡。
晋初撤东牟县，其地并入治所在今福山区之牟平县地。
北魏属光州东牟郡牟平县地。
齐周时，今牟平属光州东莱郡文登县地。（高齐天保七年，分牟平置文登，同年省长广郡入东莱郡。）
隋代属青州东莱郡文登县地。
唐河南道登州东牟郡牟平县，五代因之。麟德二年（公元665年）析文登县于东牟故城（今牟平城）置牟平县。
宋京东东路登州东牟郡牟平县。1131年，于登州牟平县治，别置宁海军。
金山东东路宁海州牟平县。 大定二十二年（1182年），升宁海军为宁海州，治所仍在牟平城，辖牟平、文登二县，隶属山东东路。
元初期隶于益都路，后隶于淄莱路，至元九年直接隶于中书省。
明初，为山东布政使司登州府宁海州，领文登县。
清沿袭明制。
1914年，称牟平县，隶属于胶东道、东海道、山东省和第七行政区。
1941年1月，牟平县抗日民主政府成立，先后属胶东行政区东海专区、文登专区、莱阳专区。
1958年10月，并入烟台市。
1959年11月，恢复建制，属烟台专区。
1983年11月，改属烟台市。
1994年7月2日，撤销牟平县，设立牟平区，将原牟平县的莱山、解甲庄两镇成建制划出后设立为莱山区。

## 人口
根據第七次全国人口普查數據，截至2020年11月1日零時，牟平區常住人口444831人。

## 地理
牟平区境内地势南高北低，南部为崑嵛山北麓，崑嵛山地区温泉较多，龙泉温泉位于崑嵛山北麓，历史悠久。城区位于北部平坦地区。主要河流：沁水河、鱼鸟河。气候属温带季风气候，四季分明;全年春夏季主要风向是南风和北风，冬季主要风向是北风和偏北风。

### 交通
石烟线(烟威路)301省道
上泽线(上庄至龙泉段)205省道
- 烟威高速公路
- 牟平港

高铁

## 行政区划
牟平区下辖5个街道办事处、8个镇：
宁海街道、文化街道、武宁街道、大窑街道、姜格庄街道、观水镇、龙泉镇、玉林店镇、水道镇、高陵镇、王格庄镇、昆嵛镇和莒格庄镇。

## 经济

### 农业
主要作物：小麦、玉米、甘薯、花生
经济作物：苹果、梨、樱桃、板栗、食用菇類

### 渔业
主要出产鲍鱼、扇贝、海参、紫石房蛤

### 特产
绒绣、手绣、抽纱工艺品

## 旅游

### 风景区
- 崑嵛山国家森林公园
- 养马岛

### 名胜
- 照格庄遗址(岳石文化)
- 张颜山故里
- 雷神庙
- 牟平抚恤院
- 烟霞洞
- 牟平蛎楂巷遗址
- 牟平北头墓群
- 岳姑殿古庙群遗址
- 九龙池及龙王庙
- 养马岛三官庙